# Saint-Géraud-de-Corps
Saint-Géraud-de-Corps – miejscowość i gmina we Francji, w regionie Nowa Akwitania, w departamencie Dordogne. Nazwa miejscowości pochodzi od imienia św. Geralda.
Według danych na rok 1990 gminę zamieszkiwało 150 osób, a gęstość zaludnienia wynosiła 10 osób/km² (wśród 2290 gmin Akwitanii Saint-Géraud-de-Corps plasuje się na 1026. miejscu pod względem liczby ludności, natomiast pod względem powierzchni na miejscu 759.).